# Maurice Leblanc-Smith
Maurice Leblanc-Smith ou Le Blanc-Smith, major (23 de fevereiro de 1896 – 29 de outubro de 1986) foi um Ás da aviação britânico da Primeira Guerra Mundial creditado como tendo obtido sete vitórias aéreas sobre as forças inimigas.  

## Biografia

### Antecedentes e formação
O bisavô de Leblanc-Smith chamava-se Henry Le Blanc (1776-1855), nascido em Cavenham, Suffolk, um dos 13 filhos de Thomas Le Blanc (1743-1801) e Felicia Leblanc (nascida Felicia Pelham) (1747-1840). Os Le Blanc traçam sua ascendência até a França. Em 1792, Henry ingressou no 71º Regimento de Infantaria das Terras Altas (Glasgow Highland) e serviu na Índia, Escócia, Irlanda e África do Sul, antes de perder uma perna, atingido que foi por uma bala de canhão espanhol, enquanto servia com distinção nas Expedição ao Rio de la Plata em 1806. Invalido, ele seguiu para casa onde serviu como tenente-coronel do 5º veterano Real Batalhão em Guernsey, em seguida, como capitão de Inválidos e do Hospital Mor no Royal Hospital de Chelsea. De alguma forma, ele conseguiu ver ação durante a [batalha de Waterloo] em 1815 e acabou sendo promovido a coronel. Ele se casou com Elizabeth McClintock da vila de Drumcar, no Condado de Louth, Irlanda, em 1801 e tiveram quatro filhos. A filha mais nova, Lucy Mary Le Blanc nasceu em Guernsey em 1813. 
Lucy Mary se casou com um clérigo, o reverendo Thomas Tunstall Smith (1810-1893), reitor na cidade comercial de Wirksworth, no distrito de Derbyshire Dales em Derbyshire. Juntos, eles tiveram oito filhos; cinco meninos e três meninas. Todos os meninos adotaram o sobrenome Le Blanc-Smith. O quinto filho e o terceiro filho Stanley Le Blanc-Smith (1849-1922) casou com Amy Harris em 1880 em Westmorland, e viveu em Leatherhead, Surrey, enquanto trabalhava como corretor da bolsa na London Stock Exchange. Eles tiveram três filhos; Clive (1882-1907), Geoffrey (1884-1968) e Maurice. 
Como seu pai, Maurice foi educado no Radley College, e remou numa das equipes do Remo 8 em 1914. 

### Serviço militar
Maurice Le Blanc-Smith ingressou no Royal Flying Corps como oficial da Reserva Especial, o que significava que ele primeiro precisou aprender a voar às suas próprias custas antes de ser comissionado (e depois foram reembolsados os custos).  Ele recebeu o certificado nº 1440 do Royal Aero Club Aviators depois de pilotar um biplano de Maurice Farman na Escola Militar, Aeródromo de Brooklands, próximo à Weybridge em Surrey, em 14 de julho de 1915,  e foi comissionado como segundo tenente (em liberdade condicional) no Royal Flying Corps no mesmo dia.  Ele completou seu treinamento de vôo militar e foi nomeado oficial de vôo  e confirmado em 12 de outubro de 1915. 
Le Blanc-Smith serviu no Esquadrão N.º 18 da RAAF como bombardeiro e piloto de reconhecimento, pilotando o Airco DH.2 e o Vickers Gunbus.  Ele foi nomeado um comandante de vôo com o posto de capitão temporário em 20 de julho de 1916,   antes de ser promovido ao posto de tenente em 1 de setembro. 
No início de 1918, ele foi transferido para o Esquadrão N.º 73 da RAAF, pilotando o Sopwith Camel.  Com ele trouxe Adolphus, um cão de brinquedo apresentado a ele por uma menina francesa que tornou-se seu mascote durante as suas missões de vôo. 
A primeira vitória aérea de Le Blanc-Smith ocorreu em 10 de março de 1918, quando ele destruiu um Fokker Dr. I a oeste de Bohain.  Em 1 de abril, o Corpo Aéreo Real do Exército (Army's Royal Flying Corps) e o Serviço Aéreo Naval Real (Royal Naval Air Service (RNAS)) foram fundidos para formar a Força Aérea Real (Royal Air Force), e sua unidade se tornou o Esquadrão N.º 73 da RAAF. Le Blanc-Smith destruiu um outro avião inimigo em 16 de maio, no sul da Arras-Cambrai Road, e em 6 de junho destruiu um Fokker D.VII no sul de Roye. Na manhã de 12 de junho, ele destruiu um Albatros D.V ao norte de Courcelles, e à noite bateu-se contra dois aviões, um Fokker D.VII e um Albatros D.V, a oeste de Tricot cerca de meia hora de diferença. Ambos fizeram desembarques forçados e foram capturados. Finalmente em 21 de julho ele participou na destruição de outro Fokker Dr.I ao norte-leste de Oulchy-le-Châteaucom sete outros membros de seu esquadrão: Major RH Freeman, Tenentes J. Balfour, Gavin L. Graham, William Sidebottom e William Stephenson e segundo-tenentes Robert Chandler e KS Laurie. 
Le Blanc-Smith foi posteriormente agraciado como prêmio de distinção da Cruz Voadora Distinta, que foi publicada em 2 de agosto de 1918. Cuja citação lida é:
capitão Maurice Le Blanc-Smith. 
"Um oficial muito eficiente e um líder de patrulha bem-sucedido, que, durante as operações finais, executou muito bem o ataque a alvos terrestres. Em uma ocasião recente, ele atacou cinco aviões inimigos, destruindo um e derrubando outro fora de controle". 
Em 9 de agosto de 1918, ele foi promovido ao posto temporário de major,, que ele manteve até 24 de abril de 1919, e a redução do estabelecimento após o fim das hostilidades.  Ele ainda estava na lista de um membro do 73º Esquadrão quando seu nome estava entre os mencionados nos Despachos por Sir Douglas Haig,  (The Butcher of the Somme,  The Butcher Haig)  1º Conde Haig KT GCB OM GCVO KCIE, em seu despacho de 16 de março de 1919, publicada em 11 de julho.    
Ele foi transferido para a lista de reservistas (sofreu baixa) em 20 de agosto de 1919.  Le Blanc-Smith retornou brevemente ao serviço da RAF, sendo recolocado como tenente de voo em 9 de abril de 1921, , mas foi re-transferido para a lista de reservistas na cessação do serviço temporário em 5 de junho. 

### Vida pós-guerra
Le Blanc-Smith tornou-se diretor de Bewlay (Tabacarias) Ltd. até se aposentar em 1959. Em 1926 ele se casou com Margaret Acaso,  e tiveram três filhos. Le Blanc-Smith morreu em uma casa de repouso em Lyme Regis  Em 1986, com idade entre 90. 